# دانیل ایبانیس
دانیل ایبانیس (اسپانیایی: Daniel Ibáñez‎؛ زادهٔ ۱۹۹۵) بازیگر اهل اسپانیا است.
از فیلم‌ها یا برنامه‌های تلویزیونی که وی در آن نقش داشته است، می‌توان به عروس کولی، مانع، اگر تو بودی، رئیس خوب، نابودگر: سرنوشت تاریک، عشق ورزیدن، عصر خشم اشاره کرد.